# Kanuvanaghatta, Channarayapatna
Kanuvanaghatta là một làng thuộc tehsil Channarayapatna, huyện Hassan, bang Karnataka, Ấn Độ.